# خورشیدگرفتگی ۲۳ نوامبر ۱۹۴۶
خورشیدگرفتگی ۲۳ نوامبر ۱۹۴۶ (به انگلیسی: Solar eclipse of November 23, 1946) یک خورشیدگرفتگی از نوع خورشیدگرفتگی جزئی است. این خورشیدگرفتگی در تاریخ ۲۳ نوامبر ۱۹۴۶ میلادی (‎۲ آذر ۱۳۲۵ خورشیدی) روی داد که زمان اوج آن، ساعت ۱۷:۳۷:۱۲ به‌وقت ساعت هماهنگ جهانی بوده‌است.